# 姚汀
姚汀（1469年—16世紀），字維寧，浙江寧波府慈谿縣人，軍籍，明朝政治人物。

## 生平
姚汀是弘治六年進士姚鏌的從子，生于成化五年己酉九月初二日，治诗经，嘉靖二年狀元姚淶的從兄，弘治八年（1495年）乙卯科浙江鄉試第四十三名舉人，三十一歲中式十二年（1499年）己未科會試第四名！二甲二十九名進士。任南京吏部文選司郎中，正德四年（1509年）出為袁州府知府，聰明機敏有治才，長於文學，治理亂提訴訟的人，並釋放誣陷已久的湯玉宇，嚴懲惡富人張誠，人們都感激他，後來他因責罰虐民的萍鄉縣知縣而忤逆宦官，被謫為福建鹽運司同知，陞瓊州府知府，某天夢遊芙蓉城，每一鼓就一個夢，五鼓時分在官署去世。

## 家族
曾祖姚昂。祖姚堉，教谕。父姚鐮。母葛氏。慈侍下。兄济、潮。弟淞、汾、泰、洎。娶陳氏。

## 引用
1. 1 2  光緒《慈谿縣志·卷二十七·列傳四》：姚汀，字維寧，鏌從子，宏治十二年進士，厯袁州知府 《江西通志》（云）由南京吏部郎中，正德間知袁州 ，袁俗多刁訟，汀治其尤，釋湯玉宇久誣之獄，嚴張誠惡富之誅，囹圄頓清，民甚德之。 《江西通志》（云）才思明敏，吏不敢欺，興學校，繕城郭，政聲丕著 萍鄉令虐民，有奧援於上，汀發令罪忤上官，乃摭他事劾汀下獄，事白謫鹽司 《通志》（云）福建鹽運司同知 ，復起知瓊州，忽夢遊芙蓉城，遂卒邸次 嘉靖府志，雍正志（云）每一鼓成一夢，至五鼓遂卒。
2. ↑  光緒《慈谿縣志·卷二十·選舉中》：舉人……宏治八年乙卯科……姚汀 府志（云）鏌從子，己未進士……進士……宏治十二年己未倫文敘榜 姚汀 知府，天啟志會魁，有傳
3. ↑  同治《袁州府志·秩官卷六之二·名宦》：姚汀，慈谿進士，正德四年由文選郎中任袁州知府，明敏有治才，尤優於文學，以事忤中官，謫福建運司同知。 嘉靖志
4. ↑  龚延明主编. . 宁波: 宁波出版社. 2016. ISBN 978-7-5526-2320-8. 《天一閣藏明代科舉錄選刊.登科錄》之《弘治十二年己未科進士登科錄》